# Rhytidoponera punctigera
Rhytidoponera punctigera är en myrart som beskrevs av W. C. Crawley 1925. Rhytidoponera punctigera ingår i släktet Rhytidoponera och familjen myror. Inga underarter finns listade i Catalogue of Life.